# En komikers uppväxt (film)
En komikers uppväxt är en svensk dramafilm regisserad av Rojda Sekersöz. Filmens manus är skrivet av Jonas Gardell och är producerad av Martin Persson för Anagram Sverige, och hade svensk premiär 11 oktober 2019. Filmen är baserad på en roman av Jonas Gardell med samma namn. Boken har även tjänat som förlaga till en TV-serie som också hade namnet En komikers uppväxt (1992).

## Handling
Filmen handlar om Juha Lindström, (som ung spelad av Loke Hellberg och som vuxen spelad av Johan Rheborg), som växer upp i villaförorten Sävbyholm. Han har svårt att passa in och blir mobbad i skolan. Det går ändå bra för Juha som med tiden blir en känd komiker, vars föreställningar fyller salongerna. En dag blir han kontaktad av en av mobbarna från skoltiden, Stefan (Jakob Eklund).

## Rollista (i urval)
| - Johan Rheborg – Juha, som vuxen - Loke Hellberg – Juha, som barn - Jakob Eklund – Stefan, som vuxen - Ulla Skoog – gympafröken - Arvin Kananian – flyttgubbe - Fredrik Hallgren – Bengt - Elisabet Xie – Jenny - Anna Bjelkerud – Jennys mamma | - Teo Dellback – Thomas - Kerstin Gandler – Thomas mamma - Maria Sid – Ritva - Gizem Erdogan – scentekniker - Cilla Thorell – Marianne - Leif Edlund – granne - Iman Mirbioki – premiärbesökare - Klara Zimmergren – fröken |